# NGC 5365
NGC 5365 (другие обозначения — ESO 271-8, MCG -7-29-2, PGC 49673) — линзообразная галактика (SB0) в созвездии Центавр.
Этот объект входит в число перечисленных в оригинальной редакции «Нового общего каталога».